# Live at the Isle of Wight Festival 1970 (album d'Emerson, Lake and Palmer)
Pour les articles homonymes, voir Live at the Isle of Wight Festival 1970.
Albums de Emerson, Lake and Palmer
In the Hot Seat
(1994) Then and Now
(1998)
Live at the Isle of Wight Festival 1970 est le sixième album live du groupe britannique Emerson, Lake and Palmer, enregistré lors du Festival de l'île de Wight en 1970 et sorti en 1997.

## Titres
| No | Titre | Auteur                     | Arrangement              | Durée |
| -- | --- | -------------------------- | ------------------------ | ----- |
| 1. | The Barbarian | Béla Bartók                | Emerson, Lake and Palmer | 5:07  |
| 2. | Take a Pebble | Greg Lake                  |                          | 11:47 |
| 3. | Pictures at an Exhibition - a). Promenade – 1:38 - b). The Gnome – 3:46 - c). - Promenade - The Sage – 5:32 - d). - The Old Castle - Blues Variation – 8:35 - e). Promenade – 1:26 - f). Baba Yaga – 7:33 - g). The Great Gates of Kiev – 7:20 | Moussorgski                | Emerson, Lake and Palmer | 35:49 |
| 4. | Rondo | Dave Brubeck               | Keith Emerson            | 4:12  |
| 5. | Nutrocker | - Tchaïkovski - Kim Fowley | Emerson, Lake and Palmer | 4:49  |
| 6. | Interview |                            |                          | 6:14  |

## Musiciens
- Keith Emerson - Orgue Hammond, Piano, Synthétiseur
- Greg Lake - Basse, Guitare acoustique, Chant
- Carl Palmer - Batterie, Percussions